# Salo Landau
Salo (Samuel) Landau (ur. 1 kwietnia 1903 w Bochni, zm. 31 marca bądź 12 października 1944 w obozie pracy przymusowej we wsi Grodziszcze) – holenderski szachista żydowskiego pochodzenia.

## Życiorys
Urodził się w żydowskiej rodzinie w Bochni, w austriackiej wówczas Galicji. W 1914 r., podczas I wojny światowej, jego rodzina wyemigrowała do Wiednia, a młody Salo wysłany został do Rotterdamu, do przyjaciół. 
W latach 30. XX wieku Salo Landau odniósł sukcesy, dzięki którym był zaliczany, obok m.in. Maxa Euwego, do grona najlepszych holenderskich szachistów. W 1930 i 1937 r. wystąpił na szachowych olimpiadach, zdobywając 15½ pkt w 30 partiach, w 1929 r. podzielił II-III m., a w 1936 r. zdobył złoty medal w indywidualnych mistrzostwach Holandii. Startował w wielu turniejach, największe sukcesy odnosząc w Rotterdamie (1931, I m. przed Edgardem Colle, Ksawerym Tartakowerem i Akibą Rubinsteinem oraz 1934, II m. za Aleksandrem Alechinem). Rozegrał również wiele meczów z czołowymi szachistami świata, m.in. z Richardem Retim, Gezą Maroczym, Akibą Rubinsteinem, Maxem Euwe, Salomonem Flohrem, Rudolfem Spielmannem, Andorem Lilienthalem i Laszlo Szabo, nie uzyskując jednak meczowych zwycięstw (najlepszy wynik: remis 5 – 5 z Laszlo Szabo w Amsterdamie w 1939 r.)
Po wybuchu II wojny światowej wciąż uczestniczył w szachowych turniejach, sukcesy odnosząc w Leeuwarden (1940, I-III m. wspólnie z Nicolaasem Cortleverem i Lodewijkiem Prinsem) oraz w Groningen (1941, I m.). 
We wrześniu 1942 r. próbował wraz z rodziną uciec przed nazistami do Szwajcarii, został jednak 28 września złapany w Bredzie, a następnie przewieziony do obozu pracy przymusowej we wsi Grodziszcze na Dolny Śląsk, gdzie zmarł (dokładna data śmierci nie jest znana).